# Eupteryx rostrata
Eupteryx rostrata är en insektsart som beskrevs av Ribaut 1936. Eupteryx rostrata ingår i släktet Eupteryx och familjen dvärgstritar. Inga underarter finns listade i Catalogue of Life.